# آبشارهای تانک وردی
آبشارهای تانک وردی (به انگلیسی: Tanque Verde Falls) یک تفرجگاه برهنگی در بیرون شهر توسان و در مسیر جاده ردینگتون به توسان واقع شده است. آبشارهای تانک وردی در مسیر رودخانه‌ای به همین نام که از کوه‌های رینکون سرچشمه دارد قرار کرفته است.